# Osttimoresisch-slowakische Beziehungen
Die osttimoresisch-slowakischen Beziehungen beschreiben das zwischenstaatliche Verhältnis von Osttimor und der Slowakei.

## Geschichte
Die Slowakei beteiligte sich mit Personal bei der Übergangsverwaltung der Vereinten Nationen für Osttimor (UNTAET) und der Unterstützungsmission der Vereinten Nationen in Osttimor (UNMISET).
Am 17. Oktober 2002 nahmen Osttimor und die Slowakei diplomatische Beziehungen auf.

## Diplomatie

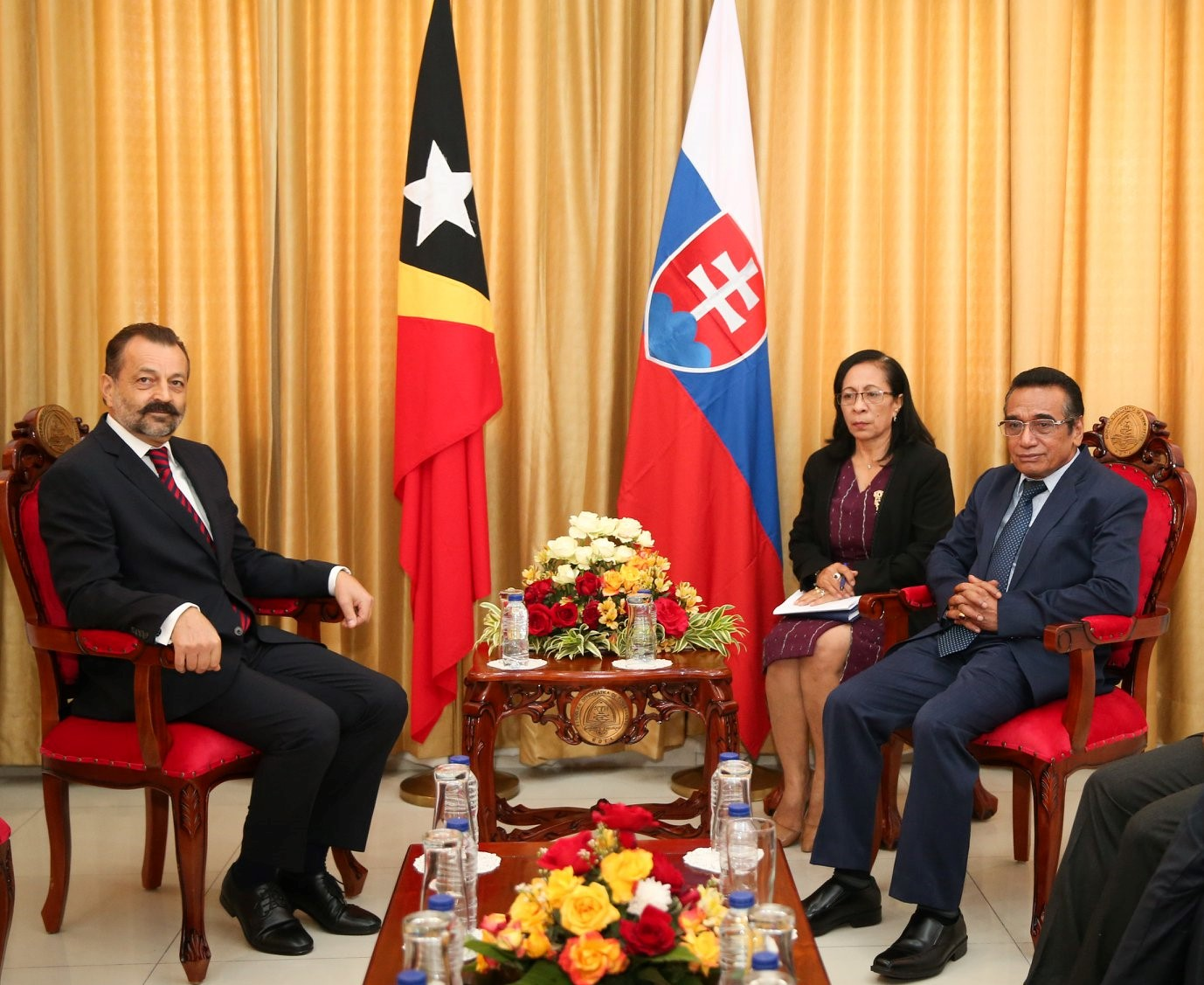
Der Botschafter der Slowakei Jaroslav Chlebo bei Präsident Francisco Guterres (2019)

Die beiden Staaten verfügen über keine diplomatische Vertretungen im jeweils anderen Land. Osttimor hat eine Botschaft im belgischen Brüssel.
Der slowakische Botschafter im indonesischen Jakarta ist auch für Osttimor akkreditiert.

## Wirtschaft
Für 2018 gibt das Statistische Amt Osttimors keine Handelsbeziehungen zwischen Osttimor und der Slowakei an.

## Einreisebestimmungen
Für Osttimoresen gilt in der Slowakei als Schengenland Visafreiheit.